# Урал-батыр (сказка)
Урал-батыр, Урал — сказочный вариант одноименного башкирского эпоса.

## История
Сказка «Урал-батыр» записана А. И. Харисовым в 1956 году у Исмагила Рахматуллина в ауле Имангул Учалинского района и опубликована в БНТ, 1959, с. 13—19; ББС, №1.
Сказка «Урал» записана студенткой Г. Сафаргалиной в 1984 году в ауле Габбасово Зианчуринского района Башкирской АССР от Шамсии Сафаргалеевны Сафаргалиной, 1929 г. рожд. — ФФ БГУ. Записи 1984 года.
Сюжет
Текст представляет собой этиологический миф об образовании Луны и Уральских гор. В старину на небе светили якобы два солнца. Когда одно заходило, другое восходило. Это мешало одному баю, который любил спать. Однажды он объявил: кто поразит одно из солнц — тому выдаст свою дочь. Только Урал-батыр сумел справиться с задачей. От попадания его стрелы солнце раскололось на две части. Из одной образовалось Луна. Другая упала на Землю и превратилось в горный массив, названный в честь батыра Урал-тау.
Исследования
На сказку обратил внимание Юрий Евгеньевич Берёзкин, включив её описание в Каталог мифологических мотивов. Мотив A 02A, «несколько солнц опаляют землю»: описывается следующим образом: «Мир был или будет (почти) сожжен, когда несколько солнц зажглись или зажгутся одновременно».